# Viquipèdia en hindi
La Viquipèdia en hindi (en hindi: हिन्दी विकिपीडिया) és l'edició en hindi de la Viquipèdia.
La Viquipèdia en hindi va aparèixer l'11 de juliol de 2003. En 5 anys ja tenia més de 20.000 articles enciclopèdics. A principis de 2013 la xifra d'articles superava els 100.000.
La Viquipèdia en hindi va ser creada per satisfer les necessitats dels parlants d'hindi, la llengua més parlada a l'Índia. Les altres llengües oficials de l'Índia també tenen la seva pròpia Viquipèdia, com les de llengua en anglès, marathi, telugu, kannada, gujarati, etc.
Aquesta competitivitat lingüística, junt amb la manca de recursos característics d'un país en vies de desenvolupament (només 100 milions de persones amb accés a Internet en 2011, segons la Internet and Mobile Association of India), fa que tot i existir més de 400 milions de parlants d'hindi el nombre de col·laboradors habituals sigui de poques desenes. Des de diferents àmbits s'han pres iniciatives per a potenciar la Viquipèdia en hindi i en altres llengües índiques. Un exemple va ser el programa de traducció assistida d'articles a l'hindi a partir d'articles en anglès, empresa per Google l'any 2008 i que va augmentar un 20% el nombre d'articles.